# Wardar Skopje
Fudbałski Kłub Wardar Skopje (mac. Фудбалски Клуб Вардар Скопје) – północnomacedoński klub piłkarski ze Skopja, najbardziej utytułowany klub swojego kraju. Nazwa pochodzi od rzeki Wardar.

## Historia
Klub został założony w 1947 roku w wyniku fuzji klubów Graǵanski Skopje i Pobeda Skopje. Największy sukces drużyny przypadł na 1987, kiedy to Darko Panczew i Ilija Najdoski poprowadzili zespół do zdobycia pierwszego i jedynego tytułu mistrza Jugosławii. Dzięki temu Wardar stał się jedynym klubem pochodzącym z Macedonii, który tego dokonał. Tytuł ten został później przyznany Partizanowi Belgrad na skutek odwołania od decyzji o odjęciu punktów na starcie sezonu. Tuż po odzyskaniu przez Macedonię niepodległości i utworzeniu tamtejszej ligi, to właśnie Wardar dominował na krajowych boiskach. W początkowych latach trzykrotnie z rzędu zdobywał mistrzostwo Macedonii i dwukrotnie Puchar Macedonii. Jednak przez następne 6 lat klub przechodził kryzys i zdołał zdobyć tylko 2 razy puchar kraju. Dopiero gdy trenerem został Ǵoko Hadżiewski, zespół wyszedł z kryzysu i zdobył swoje 2 kolejne tytuły mistrzowskie.

## Sukcesy
| \| \| Zdobyte trofea w rozgrywkach Macedonii Północnej (stan na: 21 maja 2025) \| |                                                                          |      |                                                                  |
| Rozgrywki                                                                         | Osiągnięcie                                                              | Razy | Sezon(y)                                                         |
| Mistrzostwo                                                                       | I miejsce                                                                | 11   | 1993, 1994, 1995, 2002, 2003, 2012, 2013, 2015, 2016, 2017, 2020 |
| Mistrzostwo                                                                       | II miejsce                                                               | 4    | 2001, 2005, 2018, 2019                                           |
| Mistrzostwo                                                                       | III miejsce                                                              | 3    | 1996, 2004, 2006                                                 |
| Puchar                                                                            | zdobywca                                                                 | 6    | 1993, 1995, 1998, 1999, 2007, 2025                               |
| Puchar                                                                            | finalista                                                                | 1    | 1996                                                             |
| Superpuchar                                                                       | zdobywca                                                                 | 2    | 2013, 2015                                                       |
| Superpuchar                                                                       | finalista                                                                | -    |                                                                  |
| Macedonia Północna                                                                | Zdobyte trofea w rozgrywkach Macedonii Północnej (stan na: 21 maja 2025) |      |                                                                  |

## Zawodnicy

### Rekordziści klubu
- Najwięcej bramek dla klubu: Andon Donczewski (217)
- Najlepsza średnia bramek na mecz: Darko Panczew (207 meczów/132 bramek ⇒ 0.65 gola na mecz)
- Najwięcej bramek w jednym sezonie ligowym: Sasza Ḱiriḱ (36 bramek, sezon 1992/93)
- Najwięcej bramek dla Wardaru w europejskich pucharach: Dos Santos Wandair (12 bramek)

## Trenerzy
- Najbardziej utytułowany trener: Ǵoko Hadżiewski (5 tytułów mistrzowskich, 2 krajowe puchary)

## Europejskie puchary
Legenda do wszystkich tabel:
- Q – runda eliminacyjna, 1/16, 1/8, 1/4, 1/2 – odpowiednia faza rozgrywek, Grupa – runda grupowa, 1r gr – pierwsza runda grupowa, 2r gr – druga runda grupowa, F – finał, R – runda, PO – play-off
- k. – rzuty karne, los. – losowanie, Dogr. – dogrywka, w. – zasada bramek strzelonych na wyjeździe

| Sezon     | Rozgrywki                 | Runda   | Klub                 | Dom | Wyjazd | Ogólnie     |
| --------- | ------------------------- | ------- | -------------------- | --- | ------ | ----------- |
| 1961/62   | Puchar Zdobywców Pucharów | 1R      | Dunfermline Athletic | 2–0 | 0–5    | 2–5         |
| 1985/86   | Puchar UEFA               | 1R      | Dinamo Bukareszt     | 1–0 | 1–2    | 2–2, w.     |
| 1985/86   | Puchar UEFA               | 2R      | Dundee United        | 1–1 | 0–2    | 1–3         |
| 1987/88   | Puchar Europy             | 1R      | FC Porto             | 0–3 | 0–3    | 0–6         |
| 1994/95   | Puchar UEFA               | Q       | Békéscsaba           | 1–1 | 0–1    | 1–2         |
| 1995/96   | Puchar UEFA               | Q       | SK Samtredia         | 1–0 | 2–0    | 3–0         |
| 1995/96   | Puchar UEFA               | 1R      | Girondins Bordeaux   | 0–2 | 1–1    | 1–3         |
| 1996/97   | Puchar UEFA               | 1Q      | ND Gorica            | 2–1 | 1–0    | 3–1         |
| 1996/97   | Puchar UEFA               | 2Q      | Halmstads BK         | 0–1 | 0–0    | 0–1         |
| 1998/99   | Puchar Zdobywców Pucharów | Q       | Spartak Trnawa       | 0–1 | 0–2    | 0–3         |
| 1999/2000 | Puchar UEFA               | Q       | Legia Warszawa       | 0–5 | 0–4    | 0–9         |
| 2001/02   | Puchar UEFA               | Q       | Standard Liège       | 0–3 | 1–3    | 1–6         |
| 2002/03   | Liga Mistrzów             | 1Q      | F91 Dudelange        | 3–0 | 1–1    | 4–1         |
| 2002/03   | Liga Mistrzów             | 2Q      | Legia Warszawa       | 1–3 | 1–1    | 2–4         |
| 2003/04   | Liga Mistrzów             | 1Q      | Barry Town           | 3–0 | 1–2    | 4–2         |
| 2003/04   | Liga Mistrzów             | 2Q      | CSKA Moskwa          | 1–1 | 2–1    | 3–2         |
| 2003/04   | Liga Mistrzów             | 3Q      | Sparta Praga         | 2–3 | 2–2    | 4–5         |
| 2003/04   | Puchar UEFA               | 1R      | AS Roma              | 1–1 | 0–4    | 1–5         |
| 2004      | Puchar Intertoto          | 1R      | Ethnikos Achna       | 5–1 | 5–1    | 10–2        |
| 2004      | Puchar Intertoto          | 2R      | KAA Gent             | 1–0 | 0–1    | 1–1, k: 4–3 |
| 2004      | Puchar Intertoto          | 3R      | FC Schalke 04        | 1–2 | 0–5    | 1–7         |
| 2005/06   | Puchar UEFA               | 1Q      | KS Elbasani          | 0–0 | 1–1    | 1–1, w.     |
| 2005/06   | Puchar UEFA               | 2Q      | Rapid Bukareszt      | 1–1 | 0–3    | 1–4         |
| 2006/07   | Puchar UEFA               | 1Q      | Roeselare            | 1–2 | 1–5    | 2–7         |
| 2007/08   | Puchar UEFA               | 1Q      | Anorthosis Famagusta | 0–1 | 0–1    | 0–2         |
| 2012/13   | Liga Mistrzów             | 2Q      | BATE Borysów         | 0–0 | 2–3    | 2–3         |
| 2013/14   | Liga Mistrzów             | 2Q      | Steaua Bukareszt     | 1–2 | 0–3    | 1–5         |
| 2015/16   | Liga Mistrzów             | 2Q      | APOEL FC             | 1–1 | 0–0    | 1–1, w.     |
| 2016/17   | Liga Mistrzów             | 2Q      | Dinamo Zagrzeb       | 1–2 | 2–3    | 3–5         |
| 2017/18   | Liga Mistrzów             | 2Q      | Malmö FF             | 3–1 | 1–1    | 4–2         |
| 2017/18   | Liga Mistrzów             | 3Q      | FC København         | 1–0 | 1–4    | 2–4         |
| 2017/18   | Liga Europy               | PO      | Fenerbahçe SK        | 2–0 | 2–1    | 4–1         |
| 2017/18   | Liga Europy               | Grupa L | Zenit Petersburg     | 0–5 | 1–2    | 4. miejsce  |
| 2017/18   | Liga Europy               | Grupa L | Rosenborg            | 1–1 | 1–3    | 4. miejsce  |
| 2017/18   | Liga Europy               | Grupa L | Real Sociedad        | 0–6 | 0–3    | 4. miejsce  |
| 2018/19   | Liga Europy               | 1Q      | Piunik Erywań        | 0–2 | 0–1    | 0–3         |
| 2025/26   | Liga Konferencji          | 1Q      | La Fiorita           | 3–0 | 2–2    | 5–2         |
| 2025/26   | Liga Konferencji          | 2Q      | Lausanne-Sports      | 2–1 | 0–5    | 2–6         |